# الأمين العام لمجلس أوروبا
الأمين العام لمجلس أوروبا (بالفرنسية: Secrétaire général du Conseil de l'Europe)‏ يتم تعيينه من قبل الجمعية البرلمانية بناء على توصية لجنة الوزراء لمدة خمس سنوات. ويعهد له أو لها مسئولية تلبية الهدف الذي من أجله أنشأ مجلس أوروبا في لندن في 5 مايو 1949 وهو تحقيق المزيد من الوحدة بين الدول الأعضاء فيها لغرض حماية وتحقيق المثل العليا والمبادئ التي هي تراثهم المشترك وتسهيل التقدم الاقتصادي والاجتماعي.

## الأمناء العوام
| الجنسية         | أمين                   | تولى المنصب    | غادر المنصب    |
| --------------- | ---------------------- | -------------- | -------------- |
| النرويج         | توربيورن ياغلاند       | 1 أكتوبر 2009  |                |
| المملكة المتحدة | تيري ديفيس             | 1 سبتمبر 2004  | 31 أغسطس 2009  |
| النمسا          | والتر شفيمر            | 1 سبتمبر 1999  | 31 أغسطس 2004  |
| السويد          | دانييل تارشيس          | 1 يونيو 1994   | 1 سبتمبر 1999  |
| فرنسا           | كاترين لالوميير        | 1 يونيو 1989   | 31 مايو 1994   |
| إسبانيا         | مارسيلينو أوريخا أغيير | 1 أكتوبر 1984  | 1 يونيو 1989   |
| النمسا          | فرانتس كاراسيك         | 1 أكتوبر 1979  | 1 أكتوبر 1984  |
| ألمانيا الغربية | غيورغ كان-أكرمان       | 17 سبتمبر 1974 | 17 سبتمبر 1979 |
| النمسا          | لويو تونتشيتش-سوريني   | 16 سبتمبر 1969 | 16 سبتمبر 1974 |
| المملكة المتحدة | بيتر سميثرز            | 16 مارس 1964   | 15 سبتمبر 1969 |
| إيطاليا         | لودوفيكو بنفينوتي      | 19 سبتمبر 1957 | 15 مارس 1964   |
| فرنسا           | ليون مارشال            | 21 سبتمبر 1953 | 24 سبتمبر 1956 |
| فرنسا           | جاك كاميل باريس        | 11 أغسطس 1949  | 17 يوليو 1953  |

## روابط خارجية
- The Council of Europe Secretary General